# 넥토사우루스

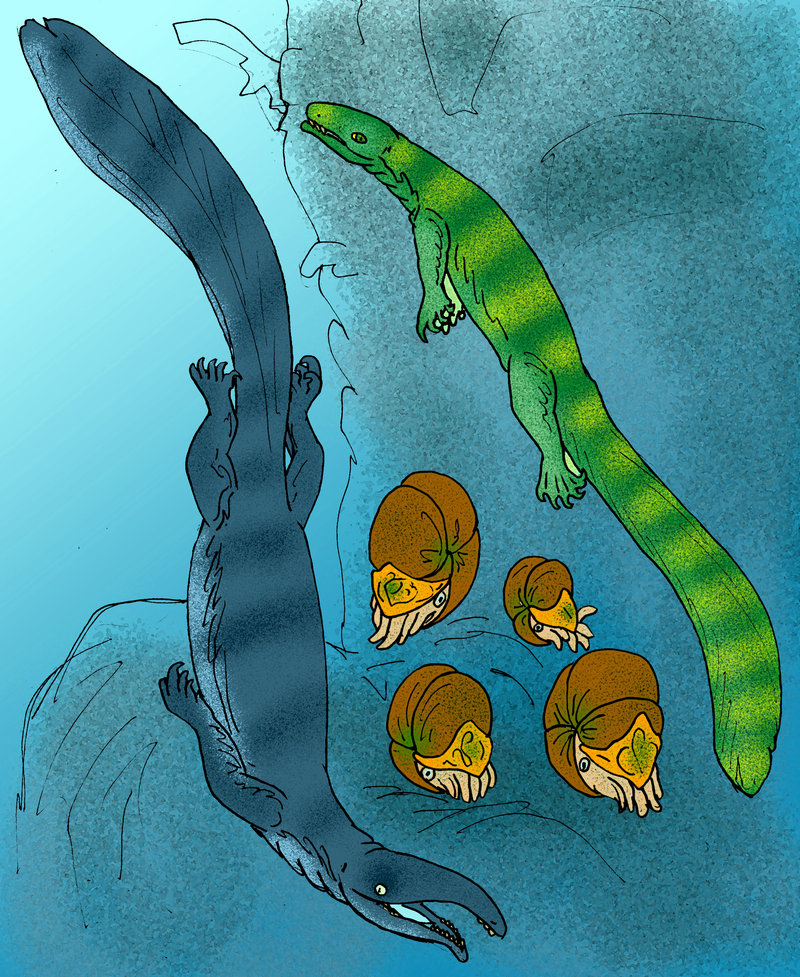

넥토사우루스(학명:Nectosaurus halius)는 기룡목 탈라토사우루스과에 속하는 기룡이다. 지금은 멸종된 종으로 몸길이가 4~6m인 거대한 기룡에 속한다.

## 특징
넥토사우루스는 후기 트라이아스기에 주로 캘리포니아에 살았던 탈라토사우루스과의(해양 diapsid 파충류이다.) 기룡에 하나의 속이다. 유형 및 알려진 종은 Nectosaurus halius Hosselkus이다. 석회암에서 존 C.에 설명되었고 최초로 발견되었다. 메리엄 박사가 1905년에 발견한 그것은 첫번째 탈라토사우루스과로 알려진 종 중에 하나였다. 넥토사우루스는 단편적이라고 하였으나 유해에서 알려져 있다. 그런 홀로타입의 UCMP 9124은 불완전한 골격 척추, 상완, 오훼 돌기, 인두, 반경, 및 부분적인 두개골과 연골을 포함한다. 다른 지역의 많은 고립된 뼈를 토대로 그 속에 메리엄 박사에 의해 1908년에 넘겨졌다. 또한 동일한 지역 UCMP 9120에서 부분적인 두개골을 가진다. 그 속에 Nectosaurus sp란 아종이 1905년에 보내어졌다. 이러한 견본이 훨씬 Nectosaurus halius의 어떤 표본보다겠지만 그렇지 않다면 여러 언급 시료에 유사하다 크다. UCMP 9120, 청소년 표본의 가설이 홀로타입으로 특정한 긴 뼈들에 연골과 피부 뼈와 불완전한 골화에 지원하게 하는 데 성인 표본을 나타낼 수 있다. 구토자의 위치를 근거로 하여 전막의 일반적인 형태는 수직 각도로 하강하는 극적으로 아래로 내려가는 후크 로스트룸의 형태라고 추론하였다. 이러한 특성은 1993년 Paralonectes에 언급된 표본뿐만 아니라 헤슐레리아에서도 알려져 있다. 넥토사우루스는 또한 바늘처럼 뾰족한 이빨과 매우 높고 뾰족한 코로노이드 공정을 가진 하악골을 가지고 있었다. 다른 탈라토사우루이드와 마찬가지로 구토자와 프테리고이드도 이빨을 가지고 있었다. 이러한 이빨은 날카로운 톱니 모양의 이빨을 가지고 있으며 이는 먹이를 사냥하는 데에 도움을 주었다. 2001년의 분석에서는 상승곡선 맥시야를 갖는 것으로 해석되었기 때문에 신푸사우루스와 파랄론텍테스의 가까운 친척으로 간주하였지만 추가 조사에서는 이것이 오인된 것으로 나타났다. 먹이로는 당대에 서식했던 물고기, 갑각류, 무척추동물을 주로 잡아먹고 살았을 육식성의 포식자로 추정되는 종이다.

## 생존시기와 서식지와 화석의 발견
넥토사우루스가 생존하던 시기는 중생대의 트라이아스기 후기로 지금으로부터 2억년전~1억 8천만년전에 생존했던 공룡이다. 생존했던 시기에는 북아메리카를 중심으로 하는 동부 태평양과 서부 대서양에 주로 서식했던 공룡이다. 화석의 발견은 1905년에 북아메리카의 트라이아스기에 형성된 지층에서 미국과 캐나다의 고생물학자인 존 C와 메리엄 박사에 의해 처음으로 화석이 발견되어 새롭게 명명된 종이다.

## 같이 보기
- 파충류
- 중생대
- 트라이아스기
- 기룡
- 공룡
- 화석